# 東原吉伸
東原 吉伸（とうはら よしのぶ、1938年 - ）は、日本の企業経営者、株式会社天祥技研代表取締役。

## 経歴
兵庫県姫路市出身。早稲田大学第二文学部中退。
60年安保闘争では全学連書記局で財政部長を務めた。
1963年2月にTBSラジオで『ゆがんだ青春／全学連闘士のその後』（吉永春子）が放送された。番組内で、全学連の島成郎や唐牛健太郎らが田中清玄から資金援助をうけていたことを暴露する東原の音声が流されると、全学連幹部たちから白眼視されるようになった。
そのため、東原は田中清玄 - 田岡一雄ラインの援助により、山口組系暴力団の一心会に入った。東原が一心会の世話になったとき、ブント書記長の島成郎はわざわざ大阪のミナミまで出向き、田岡一雄三代目山口組組長に対し、直接「彼をよろしく頼みます」と仁義を切ったという。
東原はその後、田中清玄から言われて、愛知県春日井市の製紙工場で働き、やはり清玄が経営する土建会社に入った。
その後は任侠の世界から離れ、南アフリカに旅立つことになる。東原は南アには3年いた。その後、会社からマダガスカル行きを命じられた。反仏革命に遭遇したのは、7年間赴任したマダガスカル時代だった。
現在は、株式会社天祥技研代表取締役を務め、土壌改良の仕事に従事している。